# West-Punjabi

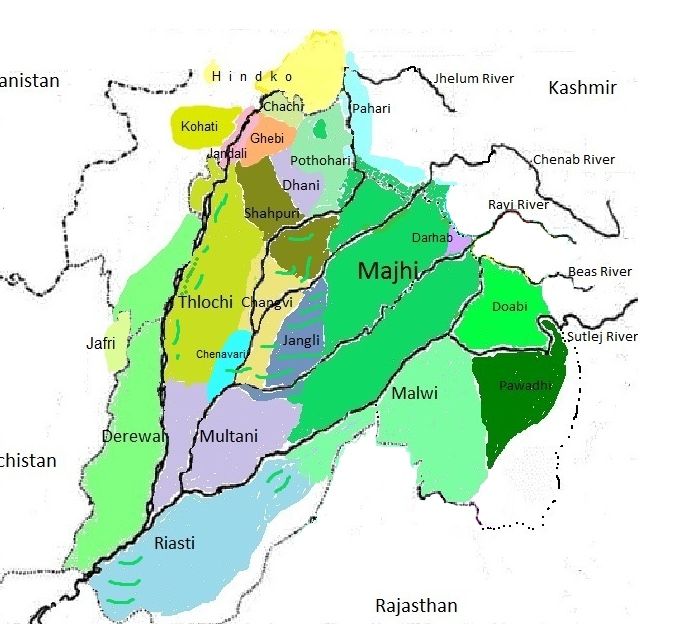
Dialecten van het Punjabi

West-Punjabi is de taal zoals die wordt gesproken in en rond de Pakistaanse provincie Punjab. Taalkundig komt deze taal overeen met het Punjabi zoals dat in het Indiase deel van de Punjab wordt gesproken. Een belangrijk verschil is dat die taal in de regel geschreven wordt in Shahmukhi en West-Punjabi in het Gurmukhi.

## Afbakening
Het zuiden van Pakistan en het noorden van India vormen een dialectcontinuüm waar talrijke varianten van het Sindhi, Punjabi en Hindoestani geleidelijk in elkaar overgaan.
Taalkundigen hebben meerdere indelingen in macrotalen, taalgroepen en dialecten voor dit gebied geopperd.
Naast taalkundige inzichten kunnen politieke en religieuze opvattingen ook een rol spelen bij het maken van dit soort onderscheidingen.
Dit artikel houdt een ruime opvatting van Punjabi aan. Hierbij horen de zogenaamde Lahnda-talen in Pakistan daar ook bij en vallen ze daarmee ook onder het West-Punjabi, dat dan het "Pakistaans Punjabi" omvat.
In een beperkte opvatting wordt "West-Punjabi" wel gebruikt om een groep dialecten binnen de Lahnda-talen aan te duiden, maar valt die groep talen buiten het Punjabi zelf dat dan zowel sprekers in India als Pakistan omvat.
Bijgaand plaatje geeft een mogelijk indeling in dialecten van heel het Punjabi.
De deling van de Punjab langs religieuze scheidslijnen bij het ontstaan van Pakistan en India is ook van betekenis geweest voor het Punjabi. De sikhs aan de Indiase kant schreven van oudsher Gurmukhi, terwijl de moslims een voorkeur hadden voor Shahmukhi, dat uiteindelijk teruggaat op het Arabisch schrift. De grotere invloed van Perzisch en Arabisch op het West-Punjabi leidt tot verschillen in klank en woordenschat met het Punjabi in India, dat meer aan het Sanskriet en Engels ontleent.

## Status
Bij de laatste volkstelling in 1998 noemde 44 % Punjabi en 11 % Seraiki als moedertaal.
Hoewel Punjabi dus de meest gesproken moedertaal is, zijn de enige officiële talen Urdu en Engels. Op school leert iedereen Urdu en dat is ook de taal om maatschappelijk vooruit te komen. Punjabi wordt alleen informeel gebruikt. Daardoor is in Pakistaans Punjab een vorm van diglossie ontstaan: Punjabi spreken is alleen wijdverbreid in de informele sfeer waar status geen rol speelt, maar daarbuiten ongepast.
Terwijl het aantal Punjabi-sprekers in India relatief, maar ook absoluut veel kleiner is, heeft de taal daar wel officiële status, zowel nationaal als in enkele deelstaten. Naar verhouding hebben daardoor veel publicaties in en over Punjabi betrekking op het Punjabi in India. Er zijn bescheiden initiatieven om de positie van het West-Punjabi te versterken. Sinds 2009 is er een Wikipedia in West-Punjabi. Die is door onderzoekers weer gebruikt om een woordenlijst te ontwikkelen.